# اسکای‌ورث
اسکای‌ورث (انگلیسی: Skyworth) شرکت الکترونیک چینی است، که در سال ۱۹۸۸ تأسیس شد.